# Iasone Díez de Guereño
Iasone Díez de Guereño (Escoriaza, 6 de junio de 1967) es una exjugadora de balonmano española que jugó de guardameta con la Selección Española. Aparece también como Jasone Díez de Gereñu Garai.

## Trayectoria
Aunque empezó jugando al fútbol, pronto se cambió al balonmano, jugando de guardameta. A lo largo de su carrera jugó con el Balonmano Hernani, equipo con el que comenzó a disputar partidos en la División de Honor española. Desde el 1986 al 1995 compitió en la máxima división española, toda su carrera con el Balonmano Hernani excepto los últimos 3 años, que lució los colores del Corteblanco Bidebieta. 
Con 88 internacionalidades fue una de las primeras jugadoras españolas en participar en unos Juegos Olímpicos, compartiendo equipo con Rita Hernández, Montse Puche, Begoña Sánchez, Cristina Gómez, Maru Sánchez, Lydia Montes, Cristina Gómez y resto de la selección comandada por Paco Sánchez en Barcelona 92En 1993, después de participar en el campeonato del mundo de Noruega, dejó la selección el 3 de diciembre de 1993 ante Lituania y, en 1995, abandonó la práctica del balonmano. Es la directora comercial de la empresa vasca Baster Tratamentuak.

### Clubes
- 1986 – 92: Balonmano Hernani
- 1992 – 95: Corteblanco Bidebieta

## Galardones y títulos

### Competiciones
- 1 vez subcampeona de Copa de la Reina (1992-93)

### Galardones individuales
- Mejor jugadora de Guipúzcoa (1988, 1999)
- Mejor portera de los equipos europeos (Mundial de Lituania 1992)